# Wall of Voodoo
Wall of Voodoo is een voormalige Amerikaanse newwaveband uit Los Angeles. Vooral de hit Mexican Radio uit 1982 is bekend.

## Geschiedenis
De band werd geformeerd in 1977 door Stan Ridgway (zang) en Marc Moreland (gitaar) in Hollywood. Marcs broer Bruce Moreland (bas), Chas T. Gray (keyboards) en Joe Nanini (drums) voegden zich ook bij de band. Na een ep die de naam van de band droeg en een eigenzinnige coverversie van het klassieke Ring of Fire van Johnny Cash bevatte, bracht de band in 1981 het album Dark Continent uit. Bassist Bruce Moreland verliet kort de band en de overige vier leden namen in 1982 hun bekendste album Call of the West op, dat de single Mexican Radio bevatte. Stan Ridgway keerde ook volgend jaar de band de rug toe om een solocarrière te beginnen en werd vervangen door Andy Prieboy als zanger. Drummer Nanini verving Ned Leukhardt en Bruce Moreland keerde terug naar de band. Met deze bezetting creëerde de band de kerstklassieker Shouldn't Have Him a Gun for Christmas.
In 1985 verscheen het album Seven Days in Sammystown, gevolgd door Happy Planet in 1987. De singles Far Side of Crazy en Do It Again (een coverversie van het Beach Boys-nummer) trokken bijzondere aandacht in Australië, vandaar dat het live-album The Ugly Americans daar in 1988 werd opgenomen. In 1989 werd de band uiteindelijk ontbonden en Andy Prieboy en Marc Moreland zetten zich in voor hun eigen projecten.

## Bezetting
Oprichters
- Stan Ridgway (zang, mondharmonica, tot 1983)
- Marc Moreland (gitaar)

Voormalige leden
- Joe Nanini (drums, tot 1983)
- Bill Noland (keyboards, 1982–1983)

Laatste bezetting
- Andy Prieboy (zang, vanaf 1983)
- Marc Moreland (gitaar)
- Bruce Moreland (basgitaar)
- Chas T. Gray (keyboards)
- Ned Leukhardt (drums, vanaf 1983)

Joe Nanini overleed op 4 december 2000 aan een beroerte en Marc Moreland overleed aan nierfalen na een levertransplantatie op 13 maart 2002.

## Discografie

### Singles
- 1982: Ring of Fire (remix)
- 1982: On Interstate 15
- 1983:	Mexican Radio
- 1984: Big City
- 1985: Far Side of Crazy
- 1987: Do It Again

### Albums
- 1980: Wall of Voodoo (ep)
- 1981:	Dark Continent
- 1982:	Call of the West
- 1984: Granma's House (album met hoogtepunten)
- 1985: Seven Days in Sammystown
- 1987: Happy Planet
- 1988: The Ugly Americans in Australia (livealbum)
- 1991: The Index Masters (heruitgave van de eerste ep op cd met extra livesongs)
- 2011: Lost Weekend - The Best of Wall of Voodoo